# Ван Цзиньфан
Ван Цзиньфа́н (кит. 王沁芳, пиньинь Wáng Jīnfāng, 5 июля 1983) — тайваньская дзюдоистка полусредней весовой категории, выступала за сборную Китайского Тайбэя на всём протяжении 2000-х годов. Участница летних Олимпийских игр в Пекине, серебряная и бронзовая призёрша Азиатских игр, серебряная и бронзовая призёрша чемпионатов Азии, обладательница бронзовой медали Восточноазиатских игр в Осаке, чемпионка летней Универсиады в Белграде, победительница многих турниров национального и международного значения.

## Биография
Ван Цзиньфан родилась 5 июля 1983 года. Впервые заявила о себе в сезоне 2000 года, заняв второе место в полусреднем весе на молодёжном чемпионате Азии в Гонконге.
Первого серьёзного успеха на взрослом международном уровне добилась в 2001 году, когда попала в основной состав тайваньской национальной сборной и побывала на Восточноазиатских играх в Осаке, откуда привезла награду бронзового достоинства, выигранную в полусредней весовой категории. Кроме того, в этом сезоне выступила на чемпионате мира в Мюнхене, но попасть в число призёров не смогла, потерпела поражение на стадии 1/16 финала. Год спустя выиграла бронзовую медаль на Азиатских играх в Пусане, ещё через год получила бронзу на чемпионате Азии в Чеджу. При этом на чемпионате мира 2003 года в Осаке дважды потерпела поражение и оказалась таким образом в стороне от призовых позиций.
В 2005 году Ван представляла страну на азиатском первенстве в Ташкенте и в итоге получила здесь серебряную медаль, потерпев единственное поражение от японки Ёсиэ Уэно. При всём при том, на мировом первенстве в Каире выступила крайне неудачно, уже в 1/16 финала проиграла представительнице Венгрии Бригитте Сабо. В следующем сезоне безуспешно боролась за медали на Азиатских играх в Дохе, затем в 2007 году состязалась на чемпионате Азии в Кувейте и на чемпионате мира в Рио-де-Жанейро — с обоих первенств вернулась без медалей, выбыв из борьбы на ранних стадиях турниров. Будучи студенткой, участвовала в Универсиаде в Бангкоке, где получила в полусреднем весе серебро.
Благодаря череде удачных выступлений Ван Цзиньфан удостоилась права защищать честь страны на летних Олимпийских играх 2008 года в Пекине — взяла здесь верх над первыми двумя соперницами, однако в четвертьфинале с оценкой юко проиграла кубинке Дриулис Гонсалес. В утешительных поединках за третье место иппоном потерпела поражение от австрийки Клаудии Хайлль.
После пекинской Олимпиады Ван осталась в основном составе дзюдоистской команды Тайваня и продолжила принимать участие в крупнейших международных турнирах. Так, в 2009 году в полусредней весовой категории она одержала победу на Универсиаде в Белграде, где, в частности, победила в финале японку Мики Танаку, чемпионку последних Восточноазиатских игр. В сезоне 2010 года была лучшей на восточноазиатском чемпионате в Макао и выиграла серебряную медаль на Азиатских играх в Гуанчжоу. Вскоре по окончании этих соревнований приняла решение завершить карьеру профессиональной спортсменки, уступив место в сборной молодым тайваньским дзюдоисткам.